# Небесний екватор

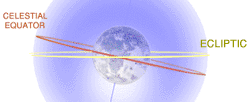
Небесний екватор приблизно на 23.5° нахилений до площини екліптики.

Небе́сний еква́тор — велике коло небесної сфери, площина якого перпендикулярна осі світу. Небесний екватор ділить поверхню небесної сфери на дві півкулі: північну півкулю, з вершиною в північному полюсі світу, та південну півкулю, з вершиною в південному полюсі світу. Великі кола небесної сфери, перпендикулярні до небесного екватора, називають небесними меридіанами.
Небесний екватор є проєкцією земного екватору на небесну сферу.
Сузір'я, через які проходить небесний екватор, називають екваторіальними.
Оскільки вісь обертання Землі відхилена від перпендикуляра до площини земної орбіти на 23° 26', площина небесного екватора нахилена на такий же кут до площини екліптики. Екліптика перетинається з небесним екватором в точках весняного й осіннього рівнодення.
Небесний екватор — основа екваторіальної системи небесних координат: від нього відраховуються схилення (аналог географічної широти, котру рахують від земного екватора). Інша координата цієї системи — пряме сходження (аналог географічної довготи) — відраховується від точки весняного рівнодення.
В епоху J2000.0 небесний екватор проходить через сузір'я:
| - Риби - Кит - Телець - Ерідан - Оріон | - Єдиноріг - Малий Пес - Гідра - Секстант - Лев | - Діва - Змія - Змієносець - Орел - Водолій |